# 沙噶拉克提·舒瑞亚什
沙噶拉克提·舒瑞亚什（约公元前1255年—约公元前1243年在位）（英語：Shagarakti-Shuriash）巴比伦国王。他主政时期经济困难，个人债务沉重，许多人被迫卖身为奴以偿还债务。